# Corrado Alvaro

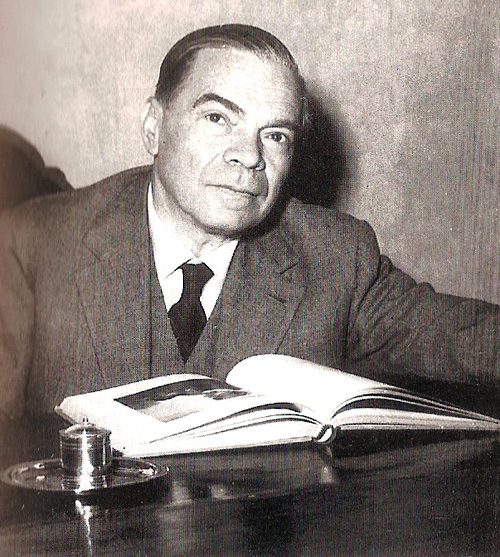
Corrado Alvaro

Corrado Alvaro (* 15. April 1895 in San Luca, Provinz Reggio Calabria; † 11. Juni 1956 in Rom) war ein italienischer Schriftsteller und Journalist. In seiner realistisch orientierten Prosa prangerte er zeitlebens die sozialen und politischen Lasten der armen Leute, besonders in seiner kalabrischen Heimat, an. Seinem Roman Quasi una vita wurde 1951 der Premio Strega zuerkannt.

## Leben und Werk
Als erstes von sechs Kindern wurde Corrado Alvaro 1895 in dem kleinen Dörfchen San Luca am Fuße des kalabrischen Bergmassivs Aspromonte auf dessen ionischer Meeresseite geboren. Sein Vater Antonio war Grundschullehrer, seine Mutter Antonia Giampaolo stammte aus einer Familie von Kleinbesitzern. Schon als Gymnasiast legte er ein reges Interesse für die Heimatforschung an den Tag und veröffentlichte 1912 den Prospekt Polsi, nell'arte, nella leggenda, e nella storia (Die Madonna von Polsi in Kunst, Legende und Geschichte).
Ab 1915 nahm er im Rang eines Leutnants am Ersten Weltkrieg teil und wurde dem 123. Infanterieregiment in Florenz zugeteilt. Nach seiner schweren Handverletzung am Monte Sei Busi bei Redipuglia an der Isonzofront im November 1915, für die er mit der silbernen Tapferkeitsmedaille ausgezeichnet wurde und an deren Folgen er bis zum Ende seines Lebens litt, kam er nach einem langen Aufenthalt in Militärkrankenhäusern im September 1916 nach Rom, wo er Mitarbeiter der Bologneser Tageszeitung Il Resto del Carlino wurde. Als Redakteur der Zeitung zog er bald darauf nach Bologna und heiratete dort am 8. April 1918 Laura Babini.
1919 wechselte er zum Corriere della Sera nach Mailand und schloss sein Philologie-Studium an der Mailänder Universität ab. Für Giovanni Amendolas Zeitung Il Mondo war er ab 1921 als Korrespondent in Paris tätig und veröffentlichte 1922 L’uomo nel labirinto als Fortsetzungsroman im Spettatore. 1925 gehörte er zu den Unterzeichnern des von Benedetto Croce initiierten Manifests der antifaschistischen Intellektuellen. Er schrieb für mehrere Tageszeitungen und Zeitschriften, so v. a. für die Turiner La Stampa, in der auch die ersten Seiten seines bedeutendsten Werks, der Erzählsammlung Gente in Aspromonte, erschienen. Gente in Aspromonte (1930 als Band veröffentlicht) gilt als wegweisendes Werk für eine eigenständige süditalienische Literatur sowie als früher Vorläufer des italienischen Neorealismus.
Weitere Auslandseinsätze als Journalist führten Alvaro von 1928 bis 1930 nach Berlin, 1931 in die Türkei und 1935 nach Russland, wo er u. a. für Leo Longanesis Zeitschrift Omnibus einige Artikel über die Oktoberrevolution von 1917 schrieb. Gleichzeitig lieferte er auch der faschistischen Zeitschrift Popolo di Roma Beiträge, ohne selbst Mitglied des Partito Nazionale Fascista zu sein.
Im Januar 1941 kehrte er anlässlich der Beerdigung seines Vaters ein letztes Mal nach San Luca zurück, während er seine Mutter noch mehrmals in Caraffa del Bianco besuchte, wo sein Bruder Massimo Dorfpfarrer war. Nach dem Sturz Mussolinis übernahm er von Juli bis September 1943 – in den 45 Tagen der Badoglio-Regierung – die Leitung des Popolo di Roma und flüchtete während der deutschen Besatzungszeit unter dem Decknamen Guido Giorgi aus Rom nach Chieti.
Gemeinsam mit Libero Bigiaretti und Francesco Jovine gründete er 1945 die Schriftstellergewerkschaft Sindacato Nazionale Scrittori, deren Sekretär er bis zu seinem Tod war. 1947 übernahm er für kurze Zeit die Leitung der neapolitanischen Zeitschrift Risorgimento, doch als Anhänger der Linken gab er diese Aufgabe wegen politischer Meinungsverschiedenheiten mit den Mitarbeitern des marktliberal ausgerichteten Blattes bald wieder auf.
Bei der Auszeichnung seines Romanes Quasi una vita setzte sich Alvaro 1951 gegen starke Konkurrenten durch: Carlo Levi, Alberto Moravia, Mario Soldati und Domenico Rea. Wie schon in Gente in Aspromonte brachte er immer wieder die hoffnungslose, unveränderliche Armut in seiner kalabrischen Heimat zum Ausdruck, so z. B. in der paradigmatischen Erzählung Un fatto di cronaca (1955), die in Form einer Reportage die absurde und voyeuristische Dokumentationswut einer Gruppe von Journalisten in einem Armenviertel schildert.
Seit 1954 litt Alvaro unter einem Tumor, der am 11. Juni 1956 zu seinem Tod führte. Er hinterließ einige unvollendete Werke, darunter die postum von Arnaldo Frateili herausgegebenen Romane Belmoro, Mastrangelina und Tutto è accaduto. Sein handschriftlicher Nachlass wird heute in seinem Heimatdorf San Luca von der Fondazione Corrado Alvaro aufbewahrt, die eigens zur Pflege seines literarischen Erbes eingerichtet wurde. Corrado Alvaro ist auf dem Friedhof von Vallerano bei Viterbo beerdigt, wo er 1939 ein großes Haus auf dem Land erworben hatte.

## Werke

### Originalausgaben
- Polsi, nell'arte, nella leggenda, e nella storia. Gerace: Serafino, 1912 (Neuauflage Reggio Calabria: Iiriti Editore, 2005)
- Poesie grigioverdi. Rom: Lux, 1917
- La siepe e l'orto. Florenz: Vallecchi, 1920
- L'uomo nel labirinto. Mailand: Alpes, 1926
- L'amata alla finestra. Turin: Buratti, 1929
- Vent'anni. Mailand: Treves, 1930
- Gente in Aspromonte. Florenz: Le Monnier, 1930; mit dem Preis der Tageszeitung La Stampa ausgezeichnet (1931)
- L'uomo è forte. Mailand: Bompiani, 1938; mit dem Literaturpreis der Accademia d’Italia ausgezeichnet (1940)
- Incontri d'amore. Mailand: Bompiani, 1940
- L'età breve. Mailand: Bompiani, 1946; erster Roman im Zyklus Memorie del mondo sommerso
- Quasi una vita. Giornale di uno scrittore. Mailand: Bompiani, 1950; mit dem Premio Strega ausgezeichnet (1951)
- Il nostro tempo e la speranza. Saggi di vita contemporanea. Mailand: Bompiani, 1952
- Un fatto di cronaca. Settantacinque racconti. Mailand: Bompiani, 1955
- Colore di Berlino. Viaggio in Germania (Hrsg.: Anne-Christine Faitrop-Porta). Reggio Calabria: Falzea, 2001
- Il mare. Milano: 1934 (Neuauflage Ilisso Edizioni, 2006)

### Deutsche Übersetzungen
- Gente in Aspromonte und andere Novellen. Heidelberg: Groos, 1946
- Italienisches Reisebuch. Ebenhausen bei München: Langewiesche-Brandt, 1956
- Erinnerungen an die versunkene Welt. Bd. 1: Zeit der Lüge. Berlin: Volk und Welt, 1970
- Erinnerungen an die versunkene Welt. Bd. 2: Das Lächeln der Frauen. Berlin: Volk und Welt, 1971
- Erinnerungen an die versunkene Welt. Bd. 3: Römische Salons. Berlin: Volk und Welt, 1972
- Die Hirten vom Aspromonte. Berlin: Henssel, 1985 (3. Auflage)